# Pearl S. Buck
Pearl Comfort Sydenstricker Buck, även känd under sitt kinesiska namn Sai Zhenzhu (賽珍珠, Sài Zhēnzhū), född Sydenstricker den 26 juni 1892 i Hillsboro i Pocahontas County, West Virginia, död 6 mars 1973 i Danby i Rutland County, Vermont, var en amerikansk författare. Hennes föräldrar var missionärer i Kina och hon bodde där större delen av sitt liv före 1934. Många av Pearl Bucks romaner handlar om Kina och kinesiskt liv. Romanen Den goda jorden var en bästsäljande roman i USA i början av 1930-talet och vann Pulitzerpriset 1932. Bland hennes mest kända romaner märks även Kejserlig kvinna och Brevet från Peking. Buck tilldelades Nobelpriset i litteratur 1938 "för sina rika och verkligt episka skildringar ur kinesiskt bondeliv och för sina biografiska mästerverk".
Efter att hon återflyttade till USA permanent 1935 fortsatte hon sin karriär som författare och blev även en framträdande förkämpe för kvinnors och minoriteters rättigheter. Hon skrev om asiatiska kulturer och blev särskilt känd för sina insatser för adoption av barn av asiatiskt ursprung.

## Biografi

### Uppväxt och familj

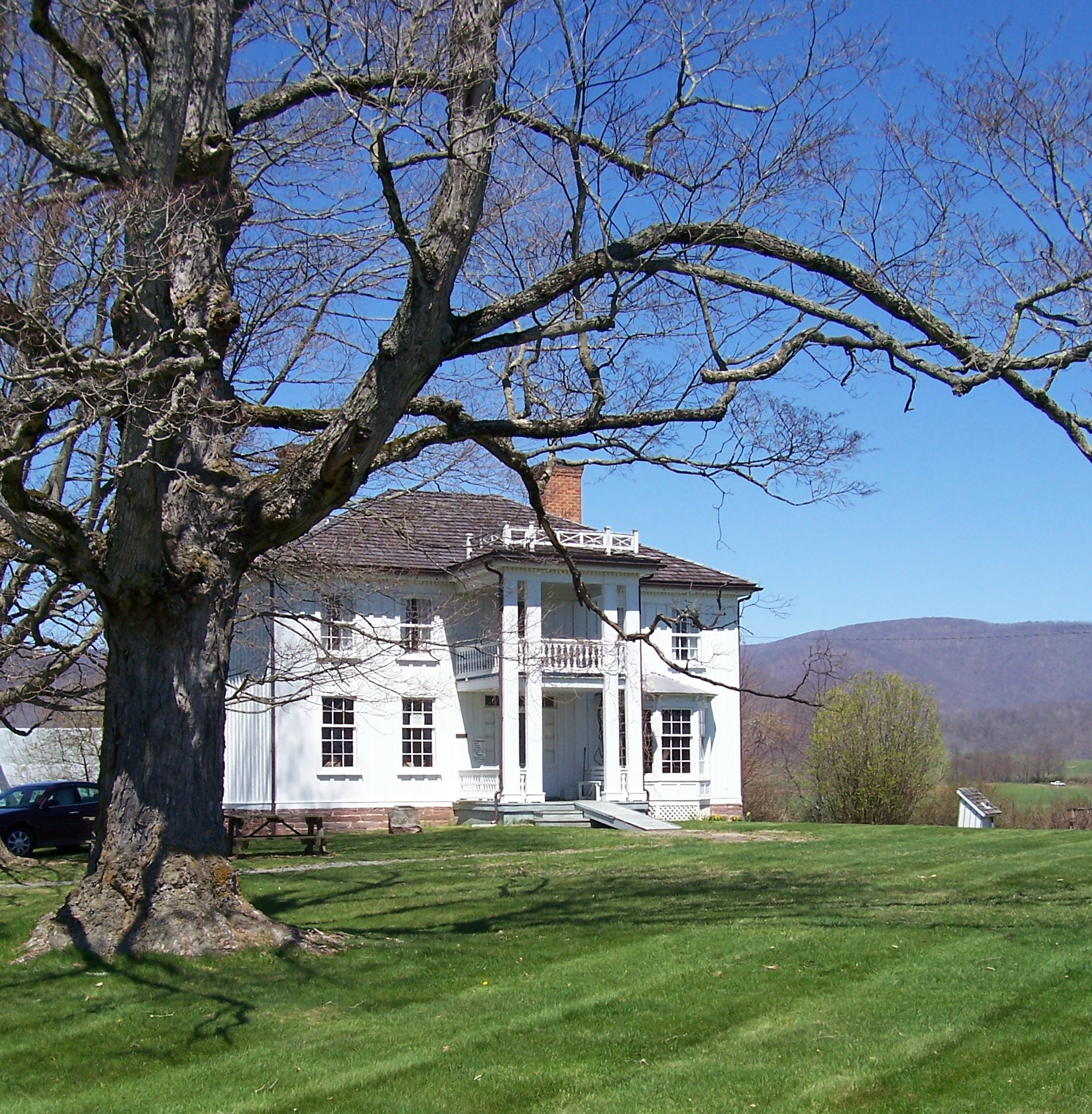
Det hus där Pearl Buck föddes i Hillsboro, West Virginia

Pearl Buck föddes i Hillsboro, West Virginia. Hennes föräldrar var Absalom Sydenstricker (1852–1931) och Caroline Stulting (1857–1921), båda missionärer för American Southern Presbyterian Mission. Fadern översatte Bibeln från grekiska till kinesiska, medan modern var intresserad av resor och litteratur.
Makarna Sydenstricker åkte till Kina strax efter sitt giftermål 8 juli 1880. Eftersom de hade förlorat flera av sina tidigare barn i tropiska sjukdomar reste makarna till USA inför Pearls födsel. När hon var tre månader återvände familjen till Kina, först till Huai'an och 1896 flyttade de till Zhenjiang i närheten av Nanjing.
Av Pearl Bucks syskon som levde till vuxen ålder fick Edgar Sydenstricker (1881–1936) en framgångsrik karriär inom epidemiologi vid Milbank Memorial Fund Hennes syster Grace Sydenstricker Yaukey (1899–1994) skrev ungdomsböcker och böcker om Asien under pseudonymen Cornelia Spencer.
Pearl Buck skrev senare i sina memoarer att hon som barn levde i "flera världar", där den ena var "mina föräldrars lilla, vita, städade presbyterianska värld" och den andra den "stora, älskvärt muntra, men inte alltför rena kinesiska världen", men utan någon egentlig kontakt mellan dem. Boxarupproret (som ägde rum när hon var nio år gammal) hade en påtaglig effekt på familjen; deras kinesiska vänner övergav dem och det kom färre västerländska besökare. Hennes far var övertygad om att ingen kines skulle vilja dem illa och beslöt sig för att stanna kvar medan resten av familjen åkte till Shanghai, där det var säkrare.
Några år senare började Pearl Buck på internatet Miss Jewell-skolan i Shanghai och upprördes av rasismen hos sina skolkamrater, varav de flesta inte kunde ett ord kinesiska. Bucks föräldrar hade en stark övertygelse om att kineserna var deras jämlikar (de förbjöd bland annat att de kallades "hedningar") och Pearl Buck växte därför upp i en tvåspråkig miljö med privatlektioner i engelska av sin mor, den lokala varianten av kinesiska genom sina lekkamrater och klassisk kinesiska av en herr Kung, en expert i ämnet. Hon läste också mycket, särskilt Charles Dickens verk (trots faderns ogillande). Senare berättade hon att hon läste igenom dessa en gång om året under resten av sitt liv.

### Livet i Kina
Pearl Buck lämnade Kina 1911 för att studera vid Randolph-Macon Woman's College i Lynchburg, Virgina och tog examen Phi Beta Kappa 1914 och var medlem i studentföreningen Kappa Delta. Hon fortsatte som lärare i psykologi under en termin. Efter att modern blivit allvarligt sjuk återvände Pearl Buck till Kina.

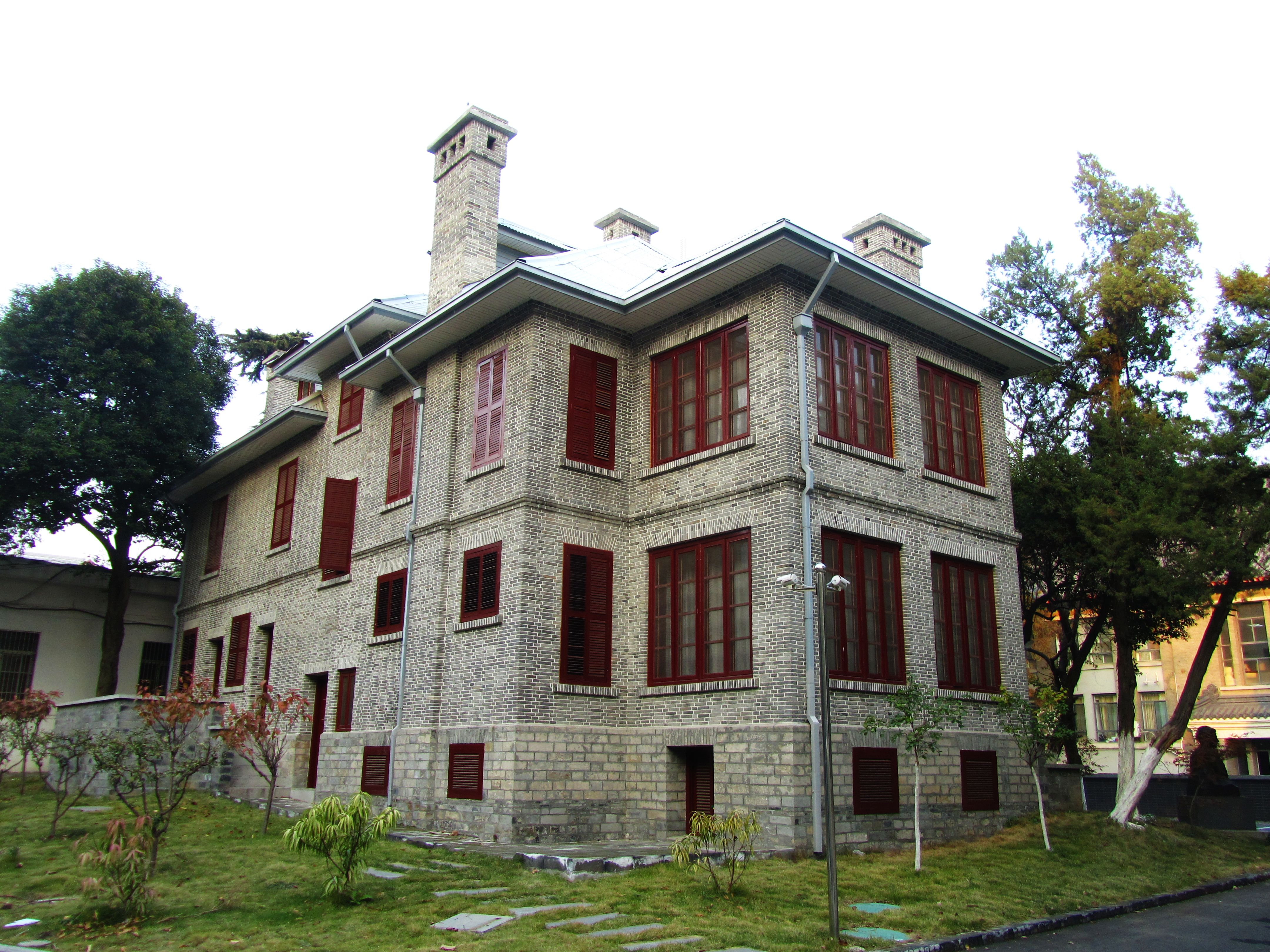
Paret Bucks hus i Nanjing.

Från 1914 till 1933 arbetade hon som presbyteriansk missionär. 1917 gifte hon sig med agrikulturekonomen John Lossing Buck, och paret flyttade till det fattiga bondeområdet Nanhsuchou i Anhui-provinsen i nordöstra Kina. Maken genomförde statistiska undersökningar, och Pearl Buck följde med som tolk. Under den här perioden genomgick Kina den stora fjärde maj-rörelsen som innebar en liberal reform för landet. Makarna Buck flyttade 1920 till Nanjing, där de blev lärare vid Nanjings universitet.
1921 blev ett händelserikt år. Pearl Bucks mor avled, vilket ledde till att fadern flyttade hem till paret. Samma år föddes också parets första barn, Caroline ("Carol"). Vid tre års ålder blev det uppenbart att dottern inte utvecklades normalt och efter en mer grundlig undersökning i USA upptäcktes en allvarlig utvecklingsstörning, men det skulle dröja länge innan de fick veta att orsaken var att hon hade fenylketonuri. Vid förlossningen upptäcktes en tumör i Pearl Bucks livmoder, vilket ledde till att läkarna genomförde en hysterektomi.
Familjen höll i stort sett dottern hemlig för omvärlden under hennes första två årtionden, och hon undvek att tala om henne i intervjuer fram till boken Barnet som inte växte 1950.
| ”                                                               | Det är inte en skam, utan något privat och heligt, så som sorg måste vara. Jag är öm för beröring där och kan inte ens tåla sympatin. Tystnad är bäst och allra enklast för mig. Jag antar att det beror på att jag inte har gett upp och aldrig kan göra det. Jag tål det för att jag måste, men jag ger inte upp. Så nämn henne inte så hjälper du mig. | „ |
| – Pearl S. Buck i ett brev till sin nära vän Emma Edmunds White | |   |

1925 adopterade paret en dotter, Janice. Äktenskapet var dock inte lyckligt. De var fattiga, och John Buck lät inte sin fru behålla sina små inkomster utan hon fick be om pengar. Ändå höll paret ihop i 18 år.
Hon blev dock kontroversiell för sina ståndpunkter under en stor konflikt mellan fundamentalistiska och modernistiska fraktioner inom presbyterianska kyrkan i USA under 1920- och 1930-talen. Detta ledde också till hennes avgång från posten som utsänd missionär.
Under den senare delen av 1920-talet föreläste Pearl Buck om engelskspråkig litteratur på olika universitetet i Kina, men hon återvände också tidvis till USA för att studera vid Cornell University, där hon blev Master of Arts 1926.
1927 mördades flera européer och amerikaner när Chiang Kai-sheks nationalistiska styrkor, kommunisterna och olika lokala krigsherrar drabbade samman i Nanjing. Familjen Buck klarade sig oskadd, men tvingades gömma sig i ett dygn innan den räddades av amerikanska stridsfartyg. De reste via Shanghai till Unzen i Japan, där de bodde det närmaste året innan de flyttade tillbaka till Nanjing, som fortfarande var oroligt och farligt.

### Livet i USA
Under arbetet med sina böcker träffade Pearl Buck förläggaren Richard Walsh, som var gift på sitt håll. Äktenskapet med John Lossing Buck, som tidigare varit dåligt, försämrades när författaren reste till USA allt oftare, bland annat för att vara närmare sin dotter Carol, som paret Buck 1929 placerat på ett vårdhem i New Jersey. 1935 skilde sig paret Buck slutligen. Buck, som vid det laget fått en karriär som författare, behöll dock hans efternamn som författarnamn.
Hon återvände till skolbänken, denna gång vid Yale University, där hon tog en andra examen. Efter att även Walsh skilt sig gifte sig Buck med Walsh. De köpte en gård, Green Hills Farm, i Bucks County i Pennsylvania. Paret adopterade 1936 två pojkar från en av de tidiga adoptionsbyråerna, Cradle, och senare fyra barn till, med härkomst i Europa, Asien och USA.
Buck engagerade sig tidigt i medborgarrättsfrågan i USA och började skriva i tidskrifter som tillhörde organisationer för de utsatta grupperna, såsom NAACP och National Urban League. Buck och Walsh grundade 1942 en förening för umgänge mellan asiater och västerlänningar, The East and West Association. Under andra världskriget föreläste Buck och skrev om demokrati och USA:s syn på Asien. På grund av Bucks aktiviteter höll FBI noga uppsikt över Buck. Hon var också tidigt aktiv i feminismen och hjälpte till att sprida boken Den feminina mystiken (1963).
1949 hade Buck mött sådana problem att hitta en adoptionsbyrå som var villig att placera barn av blandad härkomst att hon grundade en egen adoptionsbyrå, Welcome House. Hon lär vara den som myntade uttrycket "amerasiat" för personer som har både amerikansk och asiatisk härkomst.
Under de senare åren blev Buck misstänkliggjord av McCarthyismen efter att också ha kritiserats för att hon inte förtjänat sitt Nobelpris. Bägge problemen gjorde att hennes försäljningssiffror sjönk.

1960 avled Walsh, och i mitten av 1960-talet inledde hon en förbindelse med Theodore Harris, en danslärare som var 40 år yngre än hon själv. Han kom att fungera som hennes medarbetare och ekonomiske rådgivare. Trots råd om att låta bli satte hon honom som ordförande för en stiftelse med målet att stötta utsatta barn, Pearl S. Buck Foundation. De båda stiftelserna slogs ihop 1991 under namnet Pearl S. Buck International och drivs från Bucks gård, som numera är ett nationellt historiskt minnesmärke. Buck fortsatte att skriva, men arbetade också tillsammans med Harris på alltmer storslagna projekt. Hon avled där, strax före sin 81:a födelsedag, den 6 mars 1973, av lungcancer, efter flera års självvald isolering. Samma sjukdom drabbade senare hennes dotter Carol, som dog 1992.

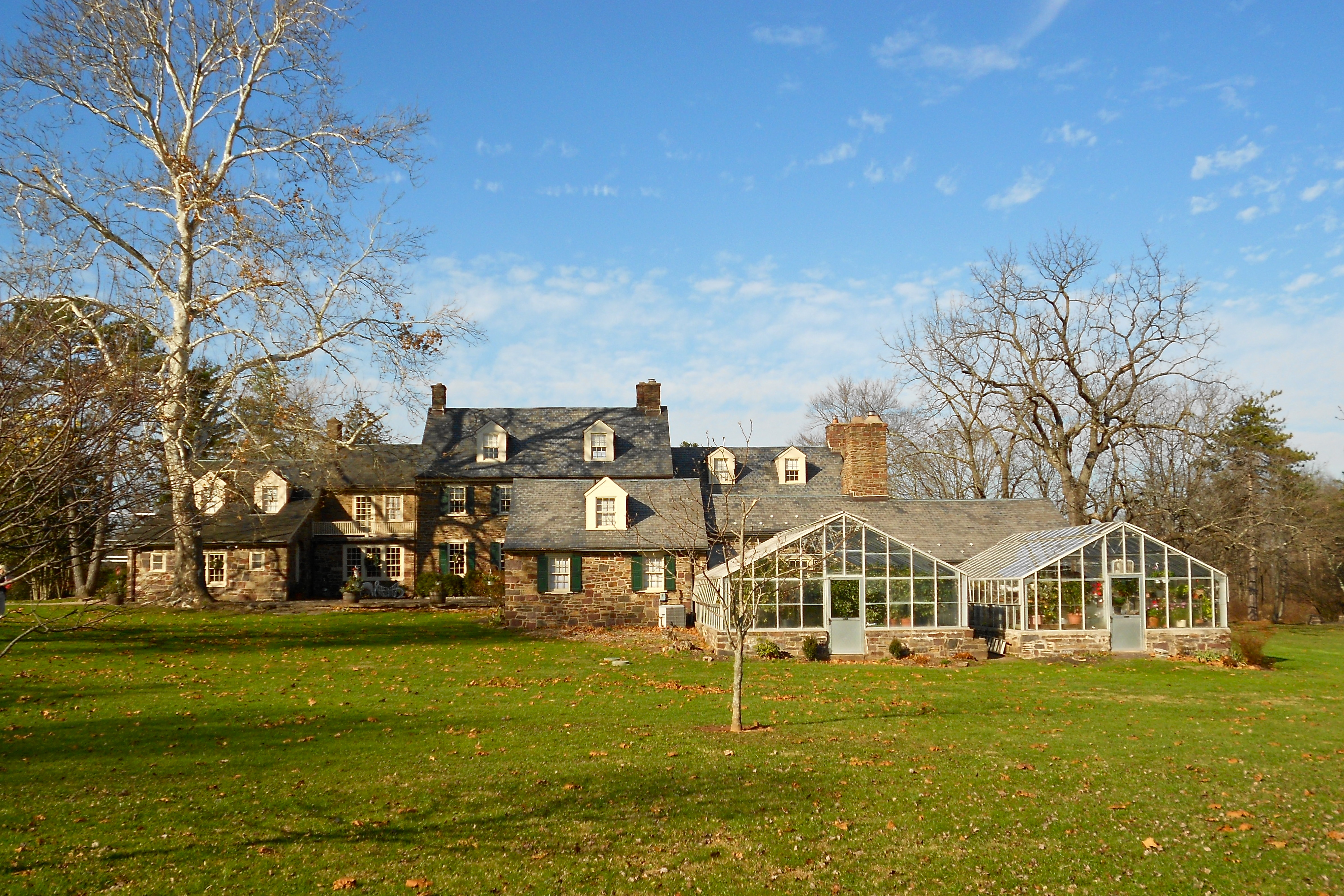
Green Hills Farm på avstånd.
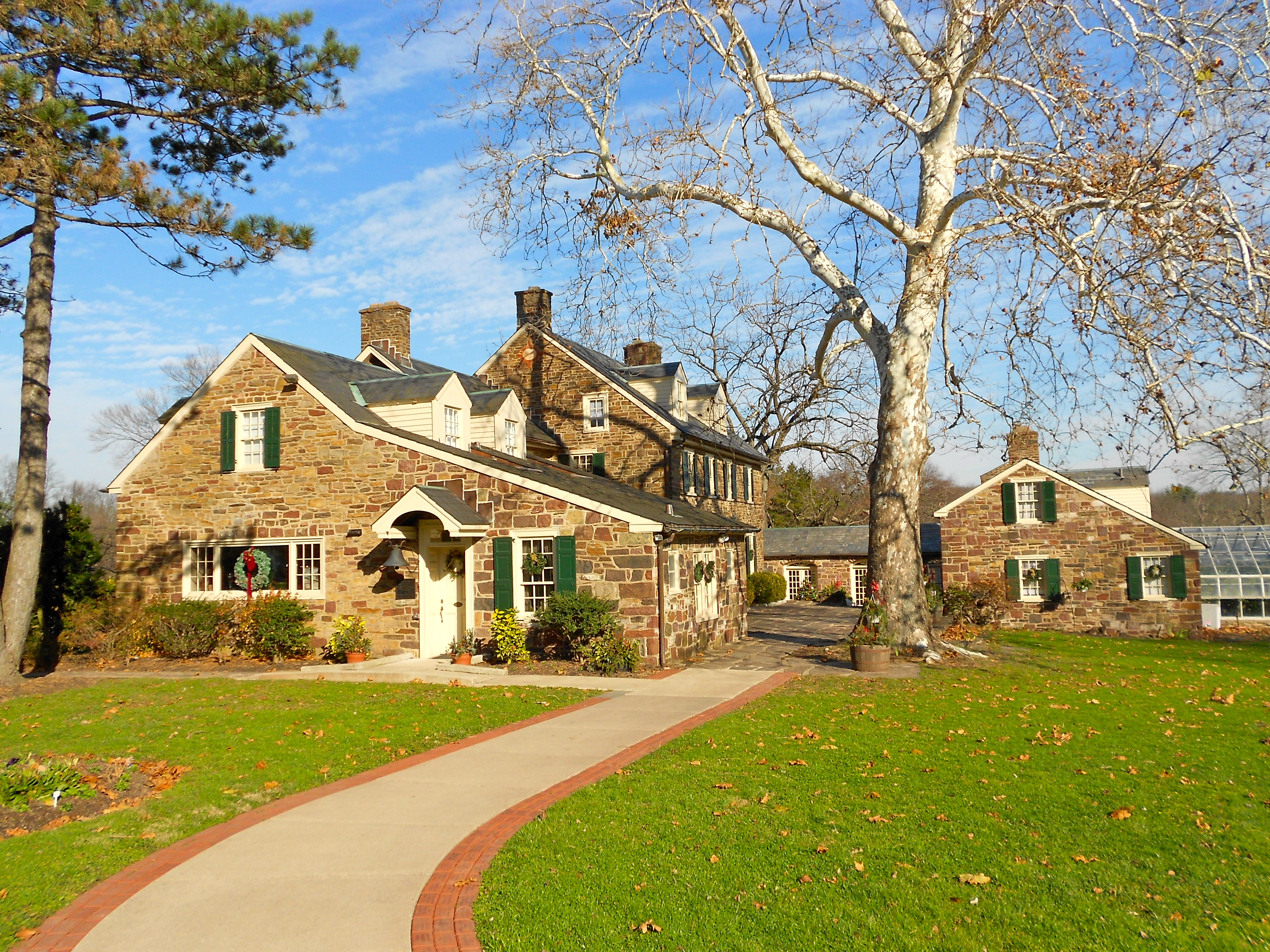
Green Hills Farm från vägen.
Entrén till Green Hills Farm.

## Författarskap
Buck var produktiv och skulle komma att producera mer än 70 böcker: romaner, novellsamlingar, barnböcker, biografier och översättningar. Hon skrev bland annat om kvinnors rättigheter, kulturer i Asien, invandring, adoption, missionärsverksamhet och krig. Hon skrev i regel åtta sidor om dagen (cirka 2 500 ord); hon började klockan nio på morgonen och fortsatte fram till klockan ett på dagen.
Efter att hon hade skrivit självbiografiska noveller och essäer i början av 1920-talet blev Bucks första roman, Östanvind, västanvind: roman från brytningstidens Kina (East Wind, West Wind), publicerad 1930. Boken var skriven på båten till USA. Boken skildrar två kinesiska bröders respektive äktenskap: den ena i ett arrangerat äktenskap med en kinesisk kvinna och den andra som gifter sig med en amerikansk flicka för att trotsa familjen.

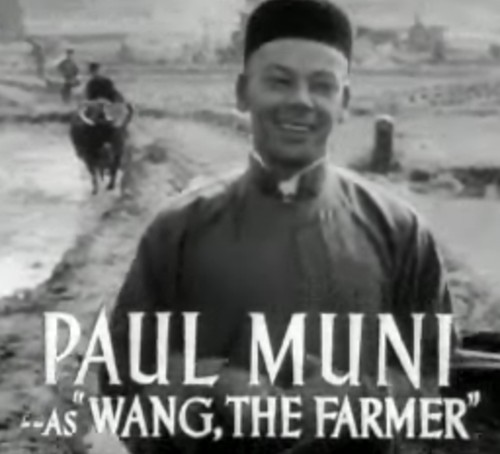
Amerikanen Paul Muni, som spelade den kinesiske bonden Wang Lung. Buck hade velat ha en helt kinesisk ensemble, men produktionsbolaget bedömde att den amerikanska biopubliken inte var redo för det.

Redan hennes andra bok, Den goda jorden (1931), om livet i en kinesisk by före första världskriget, blev en bästsäljare under sina första år och höll sig kvar länge på försäljningslistorna. Den översattes till 30 språk redan första året. Boken fick också ett Pulitzerpris "för dess episka svep, dess distinkta och berörande karaktäriseringar, dess sätt att hålla fast intresset för storyn, och dess lätta och ändå rikt färgade stil". Priset delades ursprungligen ut till författare som skildrat amerikanskt liv, men efter Thornton Wilders roman San Luis bro om peruanska bönder breddades priset 1935 så att det därefter skulle ges till den bästa amerikanska romanen. Bucks roman blev därmed en av de första Pulitzervinnarna som skildrade även andra folkslag. För många amerikaner blev Den goda jorden det första mötet med kineser. 1932 adapterades boken till pjäs av Owen och Donald Davis. Pjäsen blev ingen framgång, men 1937 gjordes den till film av MGM, vilken blev betydligt mer framgångsrik. För Buck innebar boken också att hon blev förmögen.
Den goda jorden brukar ibland publiceras med två till av Bucks böcker, Sönerna (Sons, 1932) och Wang Lungs barnbarn: den nya tiden bryter in (A House Divided (1935), under namnet The House of Earth (1935). Hon översatte flera kinesiska romaner, inklusive All Men are Brothers (1933).
Efter det kom en period då Buck ägnade sig åt biografier. Kämpande ängel (1936) och I fjärran land (samma år) handlade om hennes far respektive mor. Bland hennes novellsamlingar märks Den första hustrun (1933). Två av hennes främsta barnböcker är The Water-Buffalo Children (1943) och The Christmas Ghost (1960).

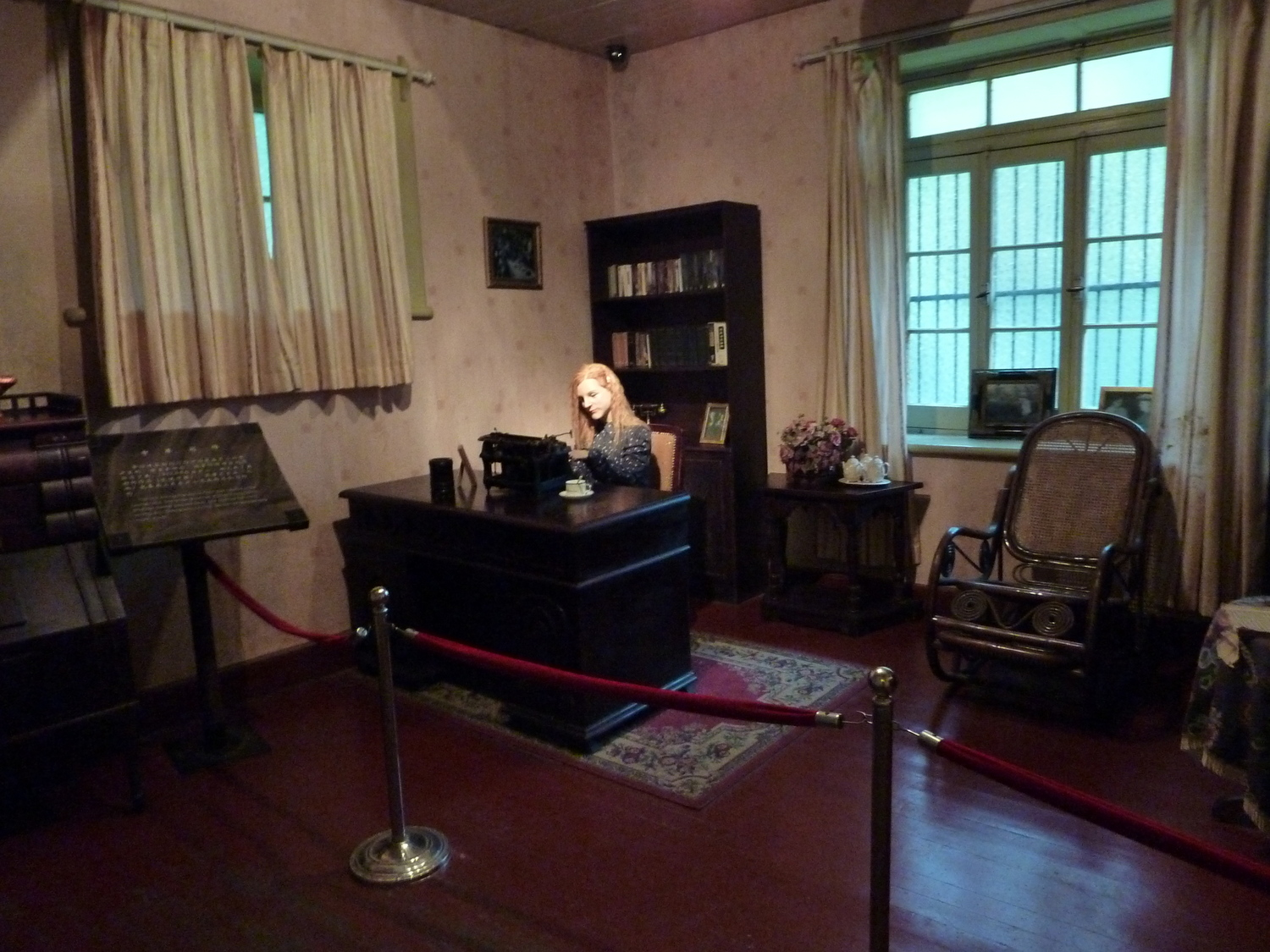
Pearl Bucks villa i Lushan.

Böckerna efter 1938, då hon fick Nobelpriset i litteratur, fortsatte att skildra kontrasterna mellan Asien och västvärlden, och hon utökade sin bevakning till att gälla även Indien och Korea. Detta ledde även till viss verksamhet inom politisk journalistik. Efter det kinesiska inbördeskriget 1930 blev Buck allt mindre hoppfull inför Kinas samarbete med resten av världen, och hennes bok Patrioten skildrar hur en students idealism krossas av kriget.
Med början 1940 gav hon ut fem böcker under pseudonymen John Sedges: Den stora kärleken, Löftenas stad, Kvinnan du gav mig, Bright procession och Voices in the house. Den mest kända av dessa är Löftenas stad som blev en bästsäljare.
1950 gav hon ut boken om sitt dittills hemliga barn, Carol, Barnet som inte växte. 1954 utgavs hennes självbiografi Mina skilda världar. Hennes sista bok blev The Eternal Wonder, som hon avslutade strax före sin död. Den hittades först 2012 och publicerades året därpå.
Hon skrev främst under namnet Pearl S. Buck. Under detta namn har de flesta av hennes i Finland publicerade böcker utgivits; i Sverige är författaren dock främst omnämnd och publicerad som Pearl Buck.

## Erkännande

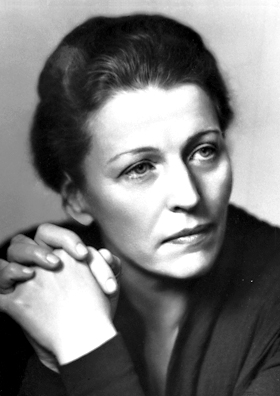
Pearl Buck, 1938.

1938, mindre än ett årtionde efter sin första bok, tilldelades Buck Nobelpriset i litteratur. Hon var den första amerikanskan att få Nobelpriset i litteratur. Beslutet kritiserades eftersom Buck inte sades ha den ställning som ett Nobelpris krävde.
I sitt tacktal till Svenska Akademien valde hon "Den kinesiska romanen" som ämne. Hon förklarade: "jag är amerikan till födsel och arv" men tillade också att "mina första kunskaper om berättelser och berättande fick jag i Kina". Efter en längre diskussion om klassiska kinesiska romaner, särskilt Sagan om de tre kungarikena, Berättelser från träskmarkerna och Drömmar om röda gemak, avslutade hon med att konstatera att i Kina "hade romanförfattaren inte till uppgift att skapa konst utan att tala med folket".
Nedslagskratern Buck på planeten Venus är uppkallad efter henne.
I slutet av 2010-talet anses Bucks böcker något föråldrade, men försök har gjorts att få allmänheten att återupptäcka hennes verk.

### Bibliografi (böcker översatta till svenska)

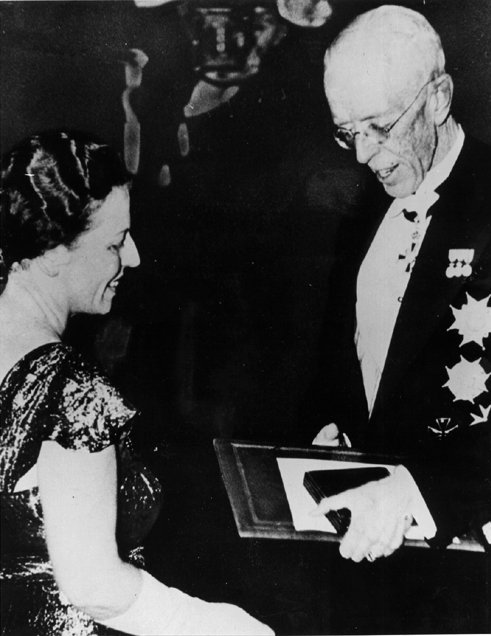
Pearl Buck mottar Nobelpriset av Gustaf V.

## Verklista